# Aidan Devine

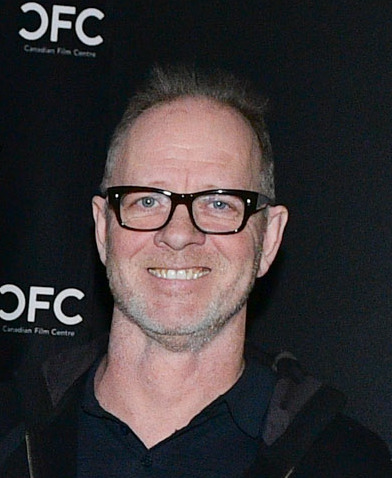
Aidan Devine

Aidan Devine (* in England, Großbritannien; auch Aidan Devin) ist ein britisch-kanadischer Schauspieler.

## Leben und Leistungen
Devine wurde in England geboren und verbrachte seine Kindheit dort. Sein Vater war Arzt. Als er fünfzehn Jahre alt war, übersiedelte die Familie in die kanadische Bundeshauptstadt Ottawa. Mit achtzehn Jahren ging er nach Montreal. Dort wurde er an der Dome Theatre School zum Schauspieler ausgebildet. Danach trat er circa zehn Jahre lang im Theater auf. Mitte der 1990er Jahre zog er nach Toronto und wandte sich vermehrt dem Film zu.
In seiner über zwanzigjährigen Berufslaufbahn ist er vorwiegend in Fernsehproduktionen zu sehen. Insgesamt verkörperte er über 70 Rollen vor der Kamera, zum Beispiel im Film Liebe und andere Grausamkeiten (1993) von Regisseur Denys Arcand mit Thomas Gibson. Im mit verschiedenen Preisen ausgezeichneten Fernsehfilm Life with Judy Garland: Me and My Shadows (2001) mit Judy Davis und Victor Garber stellte Devine eine Nebenrolle dar. Im Jahr 2001 hatte er eine Gastrolle in vier Folgen der letzten Staffel der dramatischen Agentenserie Nikita und war als feindlicher Agent Graff der Gegenspieler der beiden Hauptcharaktere, dargestellt von Peta Wilson und Roy Dupuis. Weitere seiner Filme sind das Filmdrama Gefangen im ewigen Eis – Die Geschichte der Dr. Jerri Nielsen (2003) von Regisseur Roger Spottiswoode mit Susan Sarandon, der Thriller Cold Creek Manor – Das Haus am Fluss (2003) von Mike Figgis mit Dennis Quaid und Sharon Stone und A History of Violence (2005) von David Cronenberg mit Viggo Mortensen.
Devine gewann zwei Gemini Awards, nämlich 1997 als bester Hauptdarsteller für Net Worth (unter der Regie von Jerry Ciccoritti) und 1998 als bester Nebendarsteller für The Arrow (unter der Regie von Don McBrearty). Für diesen Preis nominiert wurde er 1995 für Dieppe und zweimal 2003 für Scar Tissue und für 100 Days in the Jungle, jeweils als bester Nebendarsteller. 2002 wurde Devine beim Yorkton Short Film & Video Festival als bester Schauspieler für Reunion ausgezeichnet.

## Filmografie (Auswahl)
- 1985: Night Magic
- 1992: Die Opfer von St. Vincent – Schrei nach Hilfe (The Boys of St. Vincent)
- 1993: Dieppe
- 1993: Liebe und andere Grausamkeiten (Love and Human Remains)
- 1995: Net Worth
- 1997: The Arrow
- 1997: Trucks – Out of Control (Trucks, Fernsehfilm)
- 2001: Life with Judy Garland: Me and My Shadows
- 2001: Nikita (La Femme Nikita, Fernsehserie, 4 Folgen)
- 2001: Reunion
- 2001: Sag’ kein Wort (Don’t Say a Word)
- 2002: Scar Tissue
- 2002: Trudeau
- 2002: 100 Days in the Jungle
- 2003: Gefangen im ewigen Eis – Die Geschichte der Dr. Jerri Nielsen (Ice Bound, Fernsehfilm)
- 2003: Cold Creek Manor – Das Haus am Fluss (Cold Creek Manor)
- 2005: A History of Violence
- 2005: The Dark Hours
- 2008: Outlander
- 2009: Dolan’s Cadillac
- 2010: Rookie Blue
- 2011: Republic of Doyle – Einsatz für zwei (Republic of Doyle, Fernsehserie, 1 Folge)
- 2012: Murdoch Mysteries (Fernsehserie, 1 Folge)
- 2013: Hannibal (Fernsehserie)
- 2013: Covert Affairs (Fernsehserie, 4 Folgen)
- 2013: Motive (Fernsehserie, 1 Folge)
- 2014: The Divide (Fernsehserie, 3 Folgen)
- 2014: WolfCop
- 2016: American Gothic (Fernsehserie, 3 Folgen)
- 2016: Eyewitness (Fernsehserie, 9 Folgen)
- 2016: Suicide Squad
- 2016: The Girlfriend Experience (Fernsehserie, 8 Folgen)
- 2017: Designated Survivor (Fernsehserie, 1 Folge)
- 2017: Killjoys (Fernsehserie, 1 Folge)
- 2017: Backstabbing for Beginners
- 2018: I’ll Take Your Dead
- 2019–2020: The Bold Type – Der Weg nach oben (The Bold Type, Fernsehserie, 6 Folgen)
- 2019–2020: In the Dark (Fernsehserie, 6 Folgen)
- 2021: Good Witch (Fernsehserie, 1 Folge)